# Франсис Йейтс
Франсис Амелия Йейтс (на английски: Frances Amelia Yates) е английска историчка.

## Биография
Родена е на 28 ноември 1899 г. в Портсмът в семейството на служител в местната военна корабостроителница. Получава бакалавърска и магистърска степен от Университетски колеж Лондон.
От 1941 г. работи в Института „Варбург“. Изследванията ѝ са главно в областта на културната история на Ренесанса.
Франсис Йейтс умира на 29 септември 1981 г. в Лондон.